# Chororó-azeviche
Formigueiro-azeviche ou chororó-azeviche (Cercomacra nigricans) é uma espécie de ave da família Thamnophilidae.
Pode ser encontrada nos seguintes países: Brasil, Colômbia, Equador, Panamá e Venezuela.
Os seus habitats naturais são: florestas subtropicais ou tropicais húmidas de baixa altitude.